# 沃倫縣 (密蘇里州)
沃倫县（英語：Warren County）是美国密蘇里州東部的一個縣，南界密苏里河，面積1,134平方公里。根據2020年美國人口普查，共有人口35,532人。縣治沃倫頓（Warrenton）。該縣成立於1833年1月5日，縣名紀念在美國獨立戰爭邦克山戰役中戰死的約瑟·瓦倫。